# Solifluxão

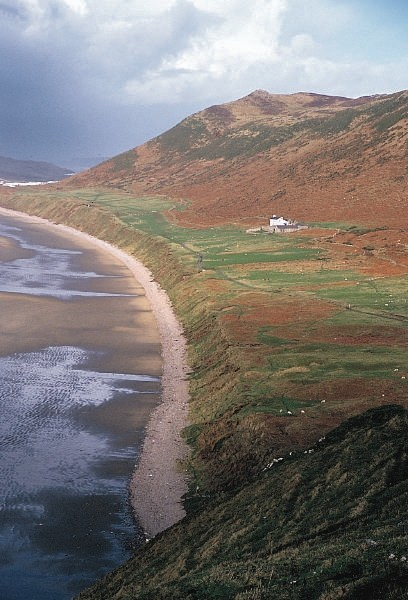
Este relevo que se assemelha a uma praia elevada em Rhossili (País de Gales), é na verdade um terreno de solifluxão.

Em geologia, a solifluxão, também conhecida como fluxão do solo, é um tipo de movimento maciço onde sedimentos encharcados por água descem encosta abaixo lentamente, sobre material impermeável. Este processo ocorre em ambientes periglaciais onde o derretimento do gelo durante o verão leva à saturação de água no material superficial que passou pelo degelo (estrato ativo), fazendo com que um "fluxo" de deslizamento ocorra. Este "fluxo" se deve ao criosolevamento que ocorre naturalmente em uma encosta, assim como em inclinações menores. Onde o subterrâneo se encontra permanentemente congelado (permafrost) este processo costuma ser denominado gelifluxão. 
A solifluxão pode ocorrer em encostas tão rasas quanto 0.5 graus a uma taxa que varia de 0.5 a 15 cm por ano. Na Alemanha os depósitos de solifluxão do Dryas recente possuem uma espessura comprovada de 0.4–0.7 metros.
Reptação é um processo similar que independe dos ciclos de congelamento.